# Dievs, svētī Latviju
Dievs, svētī Latviju (« Dieu, bénis la Lettonie ») est l'hymne national de la Lettonie. La musique et les paroles sont de Kārlis Baumanis.

## Historique
La musique et les paroles ont été écrites en 1873 par Kārlis Baumanis, un enseignant et nationaliste. Il a été spéculé que certaines parties de la chanson sont basées sur God Save the King, l'hymne national britannique.
Lors de l'annexion de la Lettonie par l'Union soviétique, Dievs, svētī Latviju a été banni; au lieu de cela, la République socialiste soviétique de Lettonie avait son propre hymne. Dievs, svētī Latviju a été restauré le 15 février 1990, une très courte période avant le rétablissement de l'indépendance de la Lettonie le 4 mai.

## Paroles

### Paroles enletton
| Orthographe officielle moderne | Transcription API |
| --- | --- |
| 𝄆 Dievs, svētī Latviju, Mūs’ dārgo tēviju, Svētī jel Latviju, Ak, svētī jel to! 𝄇 𝄆 Kur latvju meitas zied, Kur latvju dēli dzied, Laid mums tur laimē diet, Mūs’ Latvijā!, 𝄇 | 𝄆 [djæʊ̯s ǀ svɛː.tiː ɫɑt.vi.ju ‖] [muːz‿dɑːr.guɔ̯ tɛː.vi.ju ǀ] [svɛː.tiː jɛɫ ɫɑt.vi.ju ǀ] [ɑk svɛː.tiː jɛɫ tuɔ̯ ‖] 𝄇 𝄆 [kur ɫɑt.vju mɛɪ̯.tæz‿zjæt ǀ] [kur ɫɑt.vju dɛː.ɫi d͡zjæt ǀ] [ɫɑɪ̯d‿mu(m)s tur ɫɑɪ̯.mɛː djæt ǀ] [muːz‿ɫɑt.vi.jɑː ‖] 𝄇 |

### Traduction
𝄆 Dieu, bénis la Lettonie,
Notre chère patrie
Bénis donc la Lettonie
Ô bénis-la donc ! 𝄇
𝄆 Là où fleurissent les filles de Lettonie
Là où chantent les fils de Lettonie
Permets-nous de danser là-bas heureux
Dans notre Lettonie ! 𝄇